# كريس لي (سياسي)
كريس لي (بالإنجليزية: Chris Lee)‏ هو شخصية أعمال وسياسي أمريكي، ولد في 1 أبريل 1964 في الولايات المتحدة. حزبياً، نشط في الحزب الجمهوري. في انتخابات مجلس النواب الأمريكي 2008 ‏، انتخب عضو مجلس النواب الأمريكي عن دائرة الدائرة الانتخابية السادسة والعشرون لنيويورك ‏ وقد انضم خلال فترته النيابية ‏ (6 يناير 2009 – 3 يناير 2011)  للكتلة البرلمانية الحزب الجمهوري وفي انتخابات مجلس النواب الأمريكي 2010 ‏، انتخب عضو مجلس النواب الأمريكي عن دائرة الدائرة الانتخابية السادسة والعشرون لنيويورك ‏ وقد انضم خلال فترته النيابية ‏ (5 يناير 2011 – 9 فبراير 2011)  للكتلة البرلمانية الحزب الجمهوري وانتخب عضو مجلس النواب الأمريكي.

## وصلات خارجية
- الموقع الرسمي